# Idiorophus
Idiorophus es un género extinto de cetáceo perteneciente a la familia Physeteridae, donde está incluido el cachalote.

## Especies
- Idiorophus bolzanensis (Dal Piaz, 1916) del Mioceno Inferior
- Idiorophus patagonicus (Lydekker, 1894) es la especie tipo